# Jean-Luc Godard (poète)
Pour les articles homonymes, voir Godard.
Jean-Luc Godard est un poète belge, né à Visé (Province de Liège), en 1946.

## Biographie
Licencié agrégé en philologie romane, il est auteur de divers manuels: Les Clés de la Communication, Le français selon la méthode Céran, etc. et directeur de DialoguE (cours de langues et séminaires de communication).
Président fondateur du club Richelieu de Verviers, chargé de la promotion de langue et de la culture française, il est administrateur de l'Association des écrivains belges. Il est également membre de plusieurs jurys de littérature.
Il a reçu, en 1990, le prix de la Louve et une mention spéciale au prix Casterman.

## Publications

### Recueils de poèmes
- Ventrifuge, Saint-Germain-des-Prés, Paris, 1977 (illustr. de Daniel Laroche)
- Cosmogonie, Saint-Germain-des-Prés, Paris, 1979. (illustr. de Pierre Petit)
- Laisse en Ciel, Saint-Germain-des-Prés, Paris, 1982 (illustr. de Rose-Marie Noé)
- Cris de corps mourants, La Louve, Spa, 1984. (illustr. de Pierre Petit)
- Affréter son regard, La Louve, Spa, 1988.
- L'âme ses noces, La Louve, Spa, 1991.
- Aujourd'hui ma table, TheBookEdition, 2022

En collaboration avec le peintre Pierre Petit :
- Elles, H.C., 1981 (épuisé).
- Non-lieu, Dossier d'une tendre agression, H.C., 1984 (épuisé).

### Nouvelles
- Entre Dieu et moi, in Les Cahiers du Désert, no 6, printemps 1988.
- Ces quelques mies de mon enfance, in Le Pain de l'Enfance, Co-Ed. Noir Foncé et Au Fil d'Ariane, Polleur-Verviers, 1997.

### Critiques
- Le règne végétal de René-Guy Cadou, in Marginales, no 175, mars-avril 1977.
- Le parti pris de Cadou in Sources, no 2, mai 1988.

### Poèmes publiés en revues
- Marginales (155-156)
- Tribune Poétique (mars 71)
- Création (T. XII)
- Le Pilon (no 15)
- Iris (no 1, 2, 3),
- Les Cahiers de Saint-Germain-des-Prés (no 13),
- 25 Mensuel (nov.déc. 83),
- Mots de Passe (n°2, 1984)
- L'Europe et les autres (1) (Collection Papier Journal, Ed. Cirque Divers, D- 1993 - 3010 - 02).